# Cicurina cavealis
Cicurina cavealis là một loài nhện trong họ Dictynidae.
Loài này thuộc chi Cicurina. Cicurina cavealis được miêu tả năm 1926 bởi Bishop & Crosby.